# راشید کاراپتیان
راشید کاراپتیان (ارمنی: Ռաշիդ Կարապետյան؛ زادهٔ ۲۸ دسامبر ۱۹۳۷) هنرمند رقص باله اهل ارمنستان است. وی از سال میلادی تاکنون مشغول فعالیت بوده‌است.

## زندگی‌نامه
وی در ۲۸ دسامبر ۱۹۳۷ در ایروان به دنیا آمد و از دانشکده دولتی هنر رقص ایروان (۱۹۵۵) فارغ‌التحصیل گشت. وی عضو اتحایه کارگردانان تئاتر ارمنستان (۱۹۶۲) است وی در تالار آکادمی ملی اپرا و باله آلکساندر اسپنداریان و گروه دولتی رقص ارمنستان فعالیت می‌کند. وی برنده جوایزی همچون نشان لنین، هنرمند شایسته ارمنستان شوروی (۱۹۶۴) و نشان پادشاهی کامبوج است.